# Nino Caffè
Nino Caffè, all'anagrafe Giovannino Caffè (Alfedena, 24 giugno 1908 – Pesaro, 17 maggio 1975), è stato un pittore e incisore italiano.

## Biografia
Nino Caffè è nato ad Alfedena in Abruzzo nel 1909; compiuti gli studi elementari a L'Aquila, nel 1920 la sua famiglia si trasferisce ad Ancona, dove riceve le prime lezioni di pittura da Ludovico Spagnolini.

Nel 1930 si trasferisce a Pesaro e s'inserisce nella vivace vita culturale e artistica della città, e conosce vari artisti locali ( Bruno Baratti, Werter Bettini, Ciro Cancelli, Alessandro Gallucci, Aldo Pagliacci, Achille Wildi).
Già nel 1931 inizia ad esporre e nel 1938 partecipa alla Biennale di Venezia, nella quale ottiene un premio acquisto del Re Vittorio Emanuele III; nel 1935 si diploma all'Istituto Statale d'Arte di Urbino dove poi, nel 1943 e 1944, insegnerà "figura".
Trascorre il periodo bellico a Urbino, ospite della famiglia Benedetti; è dalla loro casa, situata davanti al Duomo, che vede transitare i primi pretini, motivo che caratterizzerà la sua futura pittura.
Ha partecipato molto anche alla vita culturale urbinate; infatti fu socio dell'Accademia Raffaello, dal 4 febbraio 1948.
La galleria Gianferrari di Milano, nel 1944, gli dedica un'ampia esposizione.  Nel 1946, a Pesaro,  tiene una personale nella galleria della casa natale di Rossini.

Inizia per lui il momento di vero successo: ha uno studio a Roma dove si appoggia alla galleria l'Obelisco, diretta da Gaspero del Corso e da Irene Brin, che proprio con una sua personale apre anche una sede a New York. Il Metropolitan Museum acquista una sua opera.
Nel 1963 chiude lo studio romano e fa ritorno a Pesaro, pur continuando a collaborare con la galleria l'Obelisco. Altre gallerie, oltre a Gianferrari di Milano, la San Luca di Verona, il Vicolo di Genova, la Probibia di Palermo, la Zoot di La Spezia.
Alla produzione di pittura alterna con altrettanto successo quella di incisione. La sua opera è apprezzata dai maggiori collezionisti europei e americani, consacrando il pittore "dei pretini" alla fama internazionale.
Nino Caffè muore a Pesaro nel 1975 all'età di 66 anni a seguito di un collasso cardiocircolatorio.